# Sindae
Sindae (kor. 신대왕, chiń. trad. 新大王; dosł. „nowy wielki król”; imię osobiste Paekko; zm. 179) – król Koguryŏ, największego z Trzech Królestw Korei, panujący latach 165–179.

## Życiorys
Według Kronik Trzech Królestw, był młodszym bratem długowiecznego króla T’aejodae (53–146?), chociaż współcześnie część historyków podejrzewa, że mógł być raczej jego synem.
Podczas rządów poprzednika, króla Ch’adae, Paekko ukrywał się w górach, gdyż „bał się, że wyniknie zawierucha i stanie się nieszczęście”. Objął tron po tym, jak minister Myŏngnim Tap-bu (명림답부) obalił okrutnego Ch’adae. Po naradzie możnych, dworzanin Ŏjiryu posłał po Paekko, by wrócił do stolicy, po czym przekazał mu królewską pieczęć.
Na wiosnę 166 roku ogłosił powszechną amnestię. Ch’uanowi, synowi obalonego Ch’adae, nadał ziemię na obrzeżu kraju i tytuł książęcy. W tymże roku ustanowił urząd głównego ministra (kor. 국상, 國相 – „minister państwa, premier”), którym został Myŏngnim Tap-bu.
W kolejnych latach Koguryŏ musiało się zmierzyć z atakami ze strony hanowskiej (chińskiej) komanderii Xuantu. Według Kronik Trzech Królestw przy pierwszym z ataków, w 168 roku, król „okazał pokorę”, ale w 172 roku Koreańczycy stanęli do walki i rozbili przeciwnika dzięki skutecznej obronie twierdz i kontruderzeniu kawalerii.
W 176 roku król wyznaczył swojego syna Nammu (późniejszy król Kogukch’ŏn) na następcę. Zmarł w 179, w dwunastym miesiącu; otrzymał pośmiertnie imię Sindae.